# Kamila Urzędowska
Kamila Urzędowska (* 7. Januar 1994 in Nysa) ist eine polnische Schauspielerin.

## Leben und Karriere
Urzędowska wurde in Nysa geboren. Dort besuchte sie das II Liceum Ogólnokształcące. Von 2015 bis 2020 studierte sie Schauspiel an der Akademia Sztuk Teatralnych im. Stanisława Wyspiańskiego in Krakau.
Ihr Debüt gab sie 2018 in einer Folge in Ślad. Anschließend war sie in den Serien Żmijowisko und M jak miłość zu sehen. 2020 wurde sie für den Film 25 Jahre Unschuld gecastet. Ihr Durchbruch gelang ihr 2023 in dem Film Das Flüstern der Felder, für die sie beim Festival in Gdynia mit dem ELLE Crystal Star ausgezeichnet wurde.
Seit 2025 ist Urzędowska mit dem Regisseur Piotr Domalewski liiert.

## Filmografie
Filme
- 2018: Fala '97
- 2019: Jak zostałem gangsterem. Historia prawdziwa
- 2020: 25 Jahre Unschuld (25 lat niewinnosci. Sprawa Tomka Komendy)
- 2022: Zołza
- 2023: Das Flüstern der Felder (Chłopi)
- 2025: Przepiękne!

Serien
- 2018: Ślad
- 2019: Żmijowisko
- 2021: M jak miłość
- 2023: Morderczynie
- 2023: Kiedy ślub?
- 2025: Hundehügel (Wzgórze psów)